# 深大城际铁路
深大城际铁路，全称为深圳机场至大亚湾城际铁路，亦称深圳地铁33号线，是深圳市主导修建、深圳地铁集团正在施工的一条城际铁路。其中，深圳机场至坪山段建设规划已经获得国家发改委批准。
本线第一期连接深圳市宝安区、龙华区、龙岗区及坪山区（另规划至惠州市），起自机场北站，終至聚龙站，共设车站11个。

## 沿革
2018年9月5日，为了增加深圳轨道建设主动权，深圳规土委将“中深惠城际线”调整为“深圳地铁33号线”，纳入深圳地铁网络，但仍然按照城际线标准规划建设，起于机场北(T4)枢纽，经机场东、石岩、龙华、坂田、李朗、横岗、大运、坪山站、坑梓至惠阳。
2020年11月6日，深圳地铁官网公布《深圳机场至大亚湾城际深圳机场至坪山段工程环境影响评价第二次信息公告》。同月23日，深圳机场至大亚湾城际深圳机场至坪山段工程环境影响报告书全文公示及公众参与说明公示发布。
2021年6月8日，可行性研究报告获深圳市发展和改革委员会核准批复同意。
2024年12月3日，当局发布公示，计划将深大城际的动车基地由宝安九围动车所调整为坪山老坑动车基地，并在基地内部增设一上下客站点。

## 线路概况

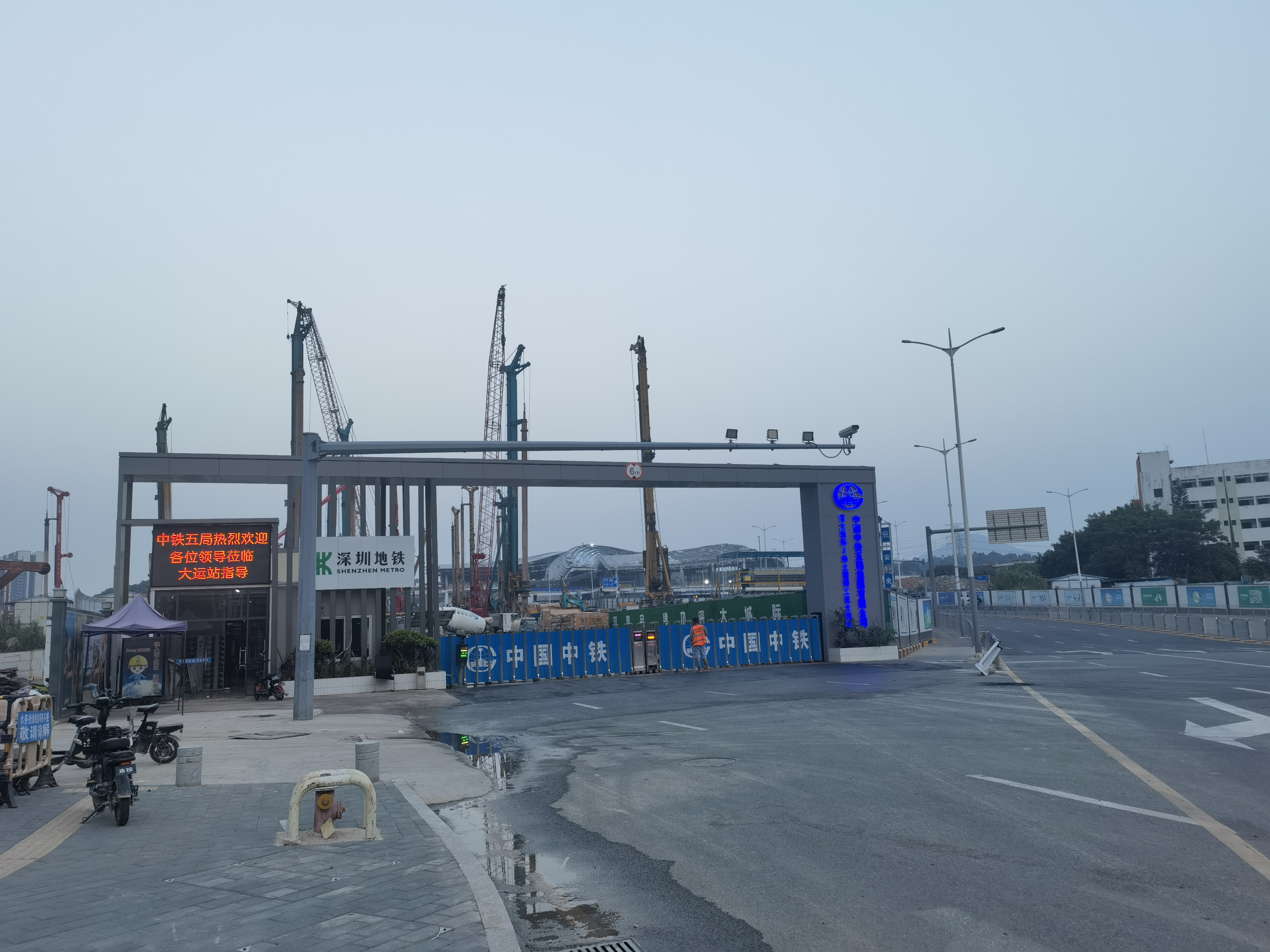
深大城际铁路大运站工地

深大城际铁路规划自宝安机场T4站（机场北站）至惠州大亚湾经济技术开发区，途经宝安区、龙华区、龙岗区、坪山区、惠州市大亚湾地区，其中深圳段为近期实施工程，惠州段为远期预留工程。深大城际全线拟设14座车站，其中深圳市境内11座，分别为机场北站、机场东站、黄麻布站、石岩中心站、龙胜站、民治北站、五和站、白泥坑站、大运站、坪山站、聚龙站；惠州市境内3座（石化大道站、响水河站、大亚湾站），线路全长86.83公里（深圳市72.20公里，惠州市14.63公里），线路设计时速160公里/小时，深圳段均采用地下敷设。
该线路串联深圳北部第二圈层多个组团以及惠州大亚湾临深片区，对实现大亚湾、坪山、大运、五和枢纽等关键节点与深圳机场的快捷联系有重要意义。大大缩短坪山区，惠州大亚湾临深区域往来深圳中心区的通勤时间，同时缓解深圳地铁5号线日益增加的客流压力。

## 车站及接驳路线
| 快车         | 车站名称 | 英文名称 | 所在区域 | 所在区域 | 启用日期   | 接驳路线／车站                                                     | 月台数量／类型                |
| ------------ | -------- | -------- | -------- | -------- | ---------- | ------------------------------------------------------------------ | ----------------------------- |
| 深大城际铁路 |          |          |          |          |            |                                                                    |                               |
| ●            | 机场北   |          | 深圳市   | 宝安区   | 预计2027年 | █11号线、█20号线 深圳机场北站：穗深城际                            | 地下岛式月台                  |
| ●            | 机场东   |          | 深圳市   | 宝安区   | 预计2027年 | █1号线、█12号线、█20号线 深圳机场东站：深湛铁路、广深第二高铁      | 地下岛式月台                  |
| ｜           | 黄麻布   |          | 深圳市   | 宝安区   | 预计2027年 |                                                                    | 地下岛式月台 +越行线2条       |
| ｜           | 石岩中心 |          | 深圳市   | 宝安区   | 预计2027年 | 石岩站：█13号线                                                    | 地下岛式月台                  |
| ●            | 龙胜     |          | 深圳市   | 龙华区   | 预计2027年 | █4号线 上芬站：█6号线                                              | 地下岛式月台                  |
| ｜           | 民治北   |          | 深圳市   | 龙华区   | 预计2027年 | █22号线                                                            | 地下岛式月台 +越行线2条       |
| ｜           | 五和     |          | 深圳市   | 龙华区   | 预计2027年 | █5号线、█10号线、深惠城际铁路                                      | 地下双岛式月台 +故障停车线1条 |
| ｜           | 白坭坑   |          | 深圳市   | 龙岗区   | 预计2027年 |                                                                    | 地下岛式月台 +越行线2条       |
| ｜           | 大运     |          | 深圳市   | 龙岗区   | 预计2027年 | █3号线、█14号线、█16号线                                           | 地下岛式月台                  |
| ●            | 坪山     |          | 深圳市   | 坪山区   | 预计2027年 | █16号线、深惠城际铁路大鹏支线 坪山高铁站：坪山云巴1号线 深圳坪山站 | 地下双岛式月台                |
| ｜           | 聚龙     |          | 深圳市   | 坪山区   | 预计2027年 | █19号线                                                            | 地下岛式月台                  |
| ●            | 石化大道 |          | 惠州市   | 惠阳区   | 规划中     |                                                                    | 规划中                        |
| ｜           | 响水河   |          | 惠州市   | 惠阳区   | 规划中     |                                                                    | 规划中                        |
| ●            | 大亚湾   |          | 惠州市   | 惠阳区   | 规划中     | 大亚湾站                                                           | 规划中                        |
| 备注         |          |          |          |          |            |                                                                    |                               |
| 1. 2. 3.     |          |          |          |          |            |                                                                    |                               |

### 线网换乘站
- 香山站：换乘广州地铁18号线（南中珠城際），且与其支线貫通運營[9]。
- 二十涌站：换乘广州地铁18号线（南中珠城際）。[10]
- 機場北站：换乘11號線及20号线。11號線和20號線建設時均未作出預留，換乘方式未知。
- 机场东站：轉乘1号线、12号线、20号线及26号线。1號線和12號線建設時均未作出預留，但此站升級成綜合交通樞紐，33號線、20號線和26號線車站統一設計，同步施工，預計與1號線形成天地轉乘，與12號線形成大廳通道轉乘。[11]
- 石岩站：换乘13号线及25号线。建設時未作出預留，換乘方式未知；25號綫為遠期線路，未作預留。
- 龍勝站：换乘4號線。4號線建设期间未作出预留，預計為站廳通道換乘。
- 民治北站：换乘22號線。建設時已預留換乘節點，為T字型節點轉乘，33號線在上，22號線在下。
- 五和站：换乘5号线、10号线、深惠城际铁路及廣深中軸城際。5號綫和10號線建設時均未作出預留，但此站升級成綜合交通樞紐，33號線與5號綫和10號線預計為大廳通道轉乘，與深惠城际为双岛四线式同台换乘，并预留两线跨线运行的条件，廣深中軸城際為為遠期線路，33號線建設時同步建設站台部分。
- 白泥坑站：换乘18號線及21号线。此站在建设期间為雙島式月台，可供规划中的21號线實現站台平行換乘，並為规划中的18號线預留換乘節點。
- 大运站：轉乘3號線、14号线及16号线。3號線建設時未作出預留，但此站升級成綜合交通樞紐，14號線和16號線同步進行建設，並對33號線車站進行土建預留，預計與3號線為天地轉乘，與14號線和16號線通道轉乘。
- 坪山站：轉乘16号线、23号线及龍大城際。16號線建设期间未作出预留，龍大城際與33號線同步建設；23號線為遠期線路，33號線建設時只預留換乘節點。
- 聚龍站：换乘19號線。建設時已有相关预留计划，預計為站廳通道換乘。

## 车辆
2024年7月，深圳地铁发布车辆采购项目招标，计划为本线采购24列（192辆）8编组市域列车。相关订单后由中车长客中标。